# Référendum polonais sur l'adhésion à l'Union européenne
Le référendum polonais de 2003 a lieu le 7 et 8 juin 2003 afin de permettre à la population de se prononcer sur l'adhésion de la Pologne à l'Union européenne.
La proposition est largement approuvée par 77,45 % des suffrages exprimés, pour un taux de participation de 58,85 % des inscrits.
À la suite de ce résultat, la Pologne signe le traité d'Athènes en 2003 et intègre l'Union européenne le 1er mai 2004, lors du cinquième élargissement de l'Union européenne.

## Conditions
Si la majorité absolue des suffrages exprimés est nécessaire, le référendum n'est cependant légalement contraignant que si la participation franchit le quorum de participation de 50 % du total des inscrits sur les listes électorales, comme imposé par l'article 125 de la constitution.

## Résultats
| Choix                   | Votes      | %      |
| ----------------------- | ---------- | ------ |
| Pour                    | 13 514 872 | 77,45  |
| Contre                  | 3 935 655  | 22,55  |
|                         |            |        |
| Votes valides           | 17 450 527 | 99,28  |
| Votes blancs et nuls    | 126 187    | 0,72   |
| Total                   | 17 576 714 | 100    |
| Abstentions             | 12 288 255 | 41,15  |
| Inscrits/participation  | 29 864 969 | 58,85  |
| Quorum de participation | ✔ 50 %     | ✔ 50 % |

| Votes Pour (77,45 %) |  |  | Votes Contre (22,55 %) |
| ▲                    |  |  |                        |
| Majorité absolue     |  |  |                        |